# Fokker E.III
El Fokker E.III va ser la principal variant dels monoplans de Fokker (Eindecker) durant la Primera Guerra Mundial. Va entrar en servei al front occidental al desembre de 1915 i també es va subministrar a Àustria-Hongria i Turquia.

## Disseny i desenvolupament
L'E.III era bàsicament un E.II equipat amb ales més grans i de nou disseny, que tenien una corda lleugerament més estreta d'1,80 metres, en comparació amb l'1,88 metres dels primers Eindeckers, disseny que tornava així cap l'original monoplà M.5 de Fokker. L'E.III va retenir el mateix motor Oberursel de 75 kW (100 CV) i, per tant, també va utilitzar la coberta en forma de ferradura de diàmetre més gran que també va obligar la incloure les extensions en forma de plafó de l'E.II als costats de l'estructura metàl·lica superior del morro, però tenia un dipòsit principal més gran de 81 litres, just darrere de la cabina, que va augmentar l'abast de l'Eindecker a aproximadament dues hores i mitja, una hora més que l'E.II. La major part dels E.III estaven armats amb una metralladora Spandau LMG 08 de 7,92 mm amb 500 rondes de munició; No obstant això, després del fracàs del Fokker E.IV amb metralladores dobles com a successor viable, alguns E.III van ser equipats amb metralladores dobles. Les xifres de producció de Fokker estableixen que es fabricaren 249 E.III; Tanmateix, una sèrie de 49 E.II va ser actualitzada a l'estàndard E.III quan van ser retornats a la fàbrica de Schwerin de Fokker per fer-hi reparacions.

## Historial de servei
L'E.III va ser el primer tipus que va arribar en nombre suficient per formar petites unitats de combat especialitzades, els Kampfeinsitzer Kommandos (KEK), a principi de 1916. Anteriorment, alguns avions de tipus Eindecker s'havien assignat individualment, com per exemple alguns E.I i E.II, que van ser assignats als Feldflieger Abteilungen del front, on duien a terme tasques de reconeixement. El 10 d'agost de 1916, es van formar els primers Jagdstaffeln alemanys (esquadrons de caces monoplaça), inicialment equipats amb diversos tipus de caces primerenc, incloent-hi alguns E.III, que llavors ja eren obsolets i estaven essent substituïts per caces més moderns. La uniformització en els Jagdstaffeln va haver d'esperar a la disponibilitat en gran quantital de l'Albatros D.I i Albatros D.II a principis de 1917.
Els E.III turcs estaven basats a Beerxeba, a Palestina, mentre que altres van operar a Mesopotamia durant el setge de Kut-al-Amara.

## Avions supervivents
L'únic Eindecker original supervivent conegut, amb el número de sèrie IdFlieg 210/16, va ser abatut a la zona del Somme el 1916 pels britànics i després avaluat per l'Oficina de Guerra fins que va ser transferit al Museu de les Ciències de Londres el 1918. Actualment, es mostra completament muntat, però amb la seva coberta de tela destapada per a il·lustrar-ne la construcció interna.

## Especificacions[3]
Característiques generals
- Tripulació: 1
- Longitud: 7,30 m
- Envergadura: 9,52 m
- Alçada: 2,89 m
- Pes carregat: 635 kg
- Motors: 1×  motor rotatiu de 9 cilindres Oberursel U.1 , 75 kW

 Rendiment 
- Velocitat màxima: 134 km/h
- Autonomia: 2 h 45 m
- Sostre de servei: 3.500 m